# Sipurka
Sipurka (biał. Сіпурка, Sipurka) – wieś położona na Białorusi, w rejonie kamienieckim obwodu brzeskiego. Miejscowość wchodzi w skład sielsowietu Wierzchowice, a do 11 grudnia 2012 roku należała do sielsowietu Kalenkowicze.